# Бакис
Бахид (др.-греч. Βάκις «говорящий»), также Бахид (от εἷδος «вид, подобный; потомок») — в Древней Греции легендарный составитель первого сборника прорицаний.
Предсказатель из Беотии, вдохновлялся силой нимф, Павсаний читал его пророчества. Предсказал поход персов на Элладу.
Впоследствии его имя стало нарицательным для всех предсказателей. Согласно Элиану, было три Бакида: из Элеона, Афин и Аркадии; или два — из Беотии и Аркадии.
Согласно комедии Аристофана «Птицы», Бакис якобы предсказал основание Тучекукуевска.